# Valle dei Diecimila Fumi

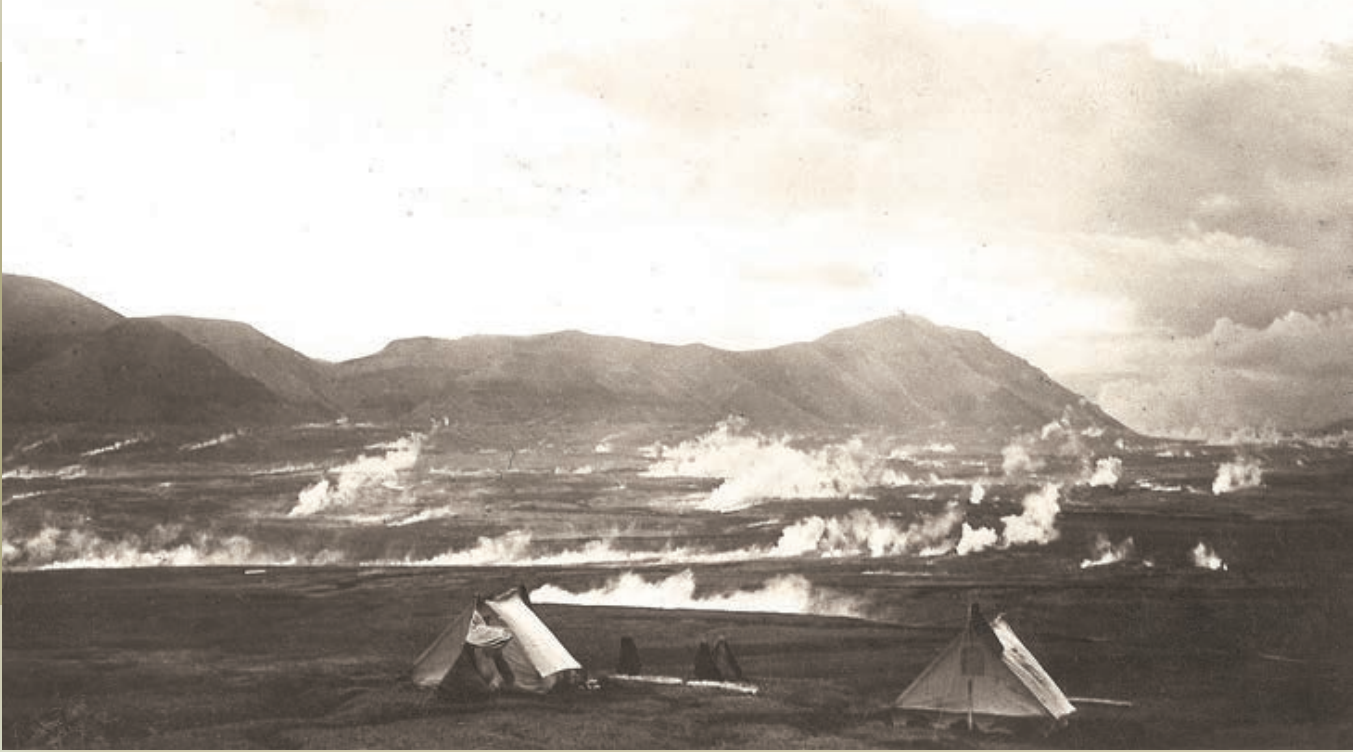
La valle nel 1917

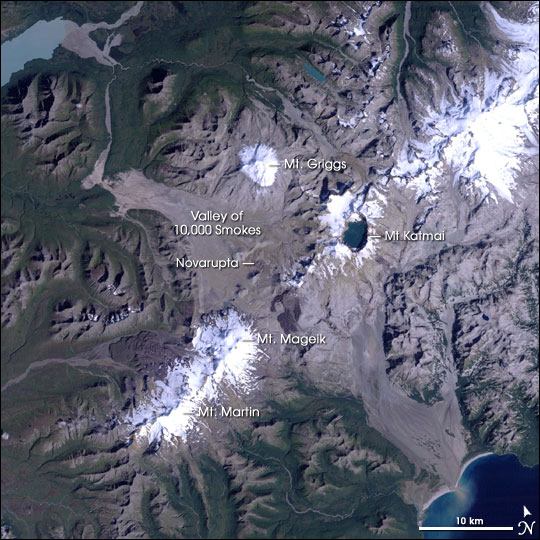
Visione satellitare (NASA) della regione.

La Valle dei Diecimila Fumi (in inglese: Valley of Ten Thousand Smokes) è una valle degli Stati Uniti localizzata nel sud-ovest dell'Alaska all'ingresso della Penisola di Alaska, nel sud del parco nazionale e riserva di Katmai. Il nome deriva dai numerosi pennacchi di vapore che fuoriuscivano dal suo suolo formatisi dopo l'eruzione del Novarupta nel 1912.
Il terreno è composto da detriti piroclastici depositati dal vulcano Novarupta localizzato a sud-est nel corso della sua eruzione del 6 giugno 1912. Nel 1916 Robert Griggs visitò la regione nel corso di una campagna per il censimento dei vulcani.
Scoprì che la valle era stata ricoperta dai detriti per vari metri di spessore, e che migliaia di getti di vapore si erano formati dall'acqua riscaldata e vaporizzata dal calore del deposito.